# Sollevazione della Grande Polonia (1846)
La Sollevazione della Grande Polonia del 1846 (in polacco: powstanie wielkopolskie 1846 roku) è stata una insurrezione militare dei polacchi della Grande Polonia contro le forze occupanti prussiane progettata per essere parte di un piano generale di rivolta in tutte e tre le parti della Polonia contro Russia, Austria e Prussia. A causa del fallimento delle altre rivolte, gli organizzatori della rivolta clandestina furono arrestati dalle autorità prussiane e non si svolse nessuno scontro tranne episodi minori a Poznań e Górczyn.